# Anisodes indigens
Anisodes indigens är en fjärilsart som beskrevs av W. Warren 1906. Anisodes indigens ingår i släktet Anisodes och familjen mätare. Inga underarter finns listade i Catalogue of Life.